# Тоболово (Польща)
Тоболово (пол. Tobołowo) — село в Польщі, у гміні Новинка Августівського повіту Підляського воєводства.
Населення — 104 особи (2011).
У 1975-1998 роках село належало до Сувальського воєводства.

## Демографія
Демографічна структура станом на 31 березня 2011 року:
|          | Загалом | Допрацездатний вік | Працездатний вік | Постпрацездатний вік |
| -------- | ------- | ------------------ | ---------------- | -------------------- |
| Чоловіки | 57      | 17                 | 37               | 3                    |
| Жінки    | 47      | 10                 | 28               | 9                    |
| Разом    | 104     | 27                 | 65               | 12                   |